# Pedrinho
Pedrinho é um personagem fictício das obras de Monteiro Lobato, criado em 1931 no livro Reinações de Narizinho.

## O personagem
Seu nome é Pedro Encerrabodes de Oliveira. É um menino bastante corajoso (seu único medo é de vespa), aventureiro, neto de Dona Benta e primo de Lúcia (Narizinho), Pedrinho mora na cidade e sempre vem passar as férias no sítio de sua avó. É lá que ele junto com sua prima, a boneca Emília, o Visconde de Sabugosa e outros tramam e aprontam várias travessuras e reinações no sítio e até aonde a imaginação os levarem.
Ele tem dez anos, e tem cabelos curtos. É bem aventureiro em Reinações de Narizinho, primeiro livro em que Pedrinho aparece. Em suas aventuras, sua arma é o Bodoque. O mês de seu aniversário é abril. Em Caçadas de Pedrinho, namora a personagem Cléo.

## Em outras mídias

### Cinema e televisão
- Pedrinho foi retratado pela primeira vez no cinema, no filme teatral O Saci (1953), dirigido por Rodolfo Nanni, baseado no livro de mesmo nome. Lívio Nanni, que é sobrinho do diretor, interpretou o personagem no filme.[5]

- A partir de 1952, em uma série de televisão que foi ao ar pela extinta Rede Tupi, foi interpretado por vários atores, entre eles: André José Adler, Antonio Silvio Lefèvre (ver no Museu da TV) Sérgio Rosemberg, Julinho Simões, David José e Newton da Matta.
- Em uma série de televisão que foi exibida pela Rede Bandeirantes entre 1967 e 1969, foi interpretado por quatro atores (não identificados), durante os três anos em que ficou no ar.[6]

- Em um segundo filme teatral, O Picapau Amarelo (1973), dirigido por Geraldo Sarno e baseado no livro de mesmo nome, Pedrinho foi interpretado por Cid Ribeiro.[7]
- Foi interpretado por Ricardo Graça Mello no especial Pirlimpimpim
- Gabriel Vanucci viveu Pedrinho no especial Pirlimpimpim 2

- Júlio César, depois substituído por Marcello José Reina Patelli e por último por Daniel Lobo, interpretaram o personagem  na série de televisão produzida, produzido pela Rede Globo entre 1977 a 1986, que é considerada um clássico.

- No remake da série da Rede Globo, iniciada em 2001, César Cardadeiro interpretou o personagem entre 2001 e 2003; João Vitor Silva em 2004 e 2005; Rodolfo Valente em 2006; e Vitor Mayer no último ano de exibição em 2007.

- Na série animada de 2012, produzida pela Globo e Mixer, Vini Takahashi dublou a voz de Pedrinho nos episódios da primeira temporada.[8] Takahashi foi substituido por Pedro Volpato nos episódios da segunda temporada.[9]
- No remake do SBT e TV ZYN,  Felipe Lago interpreta Pedrinho desde 2021.[10]

### História em quadrinhos
Sítio do Picapau Amarelo tornou-se uma história em quadrinhos em 1979, publicada pela RGE. Os personagens mais tarde receberam seus próprios títulos, incluindo Pedrinho.

César Cardadeiro como Pedrinho na fase de 2001

A série de TV de 2001 foi trazida para o formato de história em quadrinhos em 2003, para a campanha contra a fome nacional brasileira Fome Zero, intitulado Emília e a Turma do Sítio no Fome Zero. Nesses quadrinhos, o design de Pedrinho foi baseado no figurino usado pelo ator César Cardadeiro, que interpretou o personagem nas temporadas de 2001 a 2003.
Entre 2006 e 2008 o personagem, assim como muitos outros que apareceram nos quadrinhos da Fome Zero, estrelou novas histórias ainda com seu design baseado no figurino de César Cardadeiro.